# Нойпоц
Нойпоц (нім. Neupotz) — громада в Німеччині, розташована в землі Рейнланд-Пфальц. Входить до складу району Гермерсгайм. Складова частина об'єднання громад Йокгрім.
Площа — 7,78 км2. Населення становить 1886 ос. (станом на 31 грудня 2020).